# Antão Fernandes de Carvalho

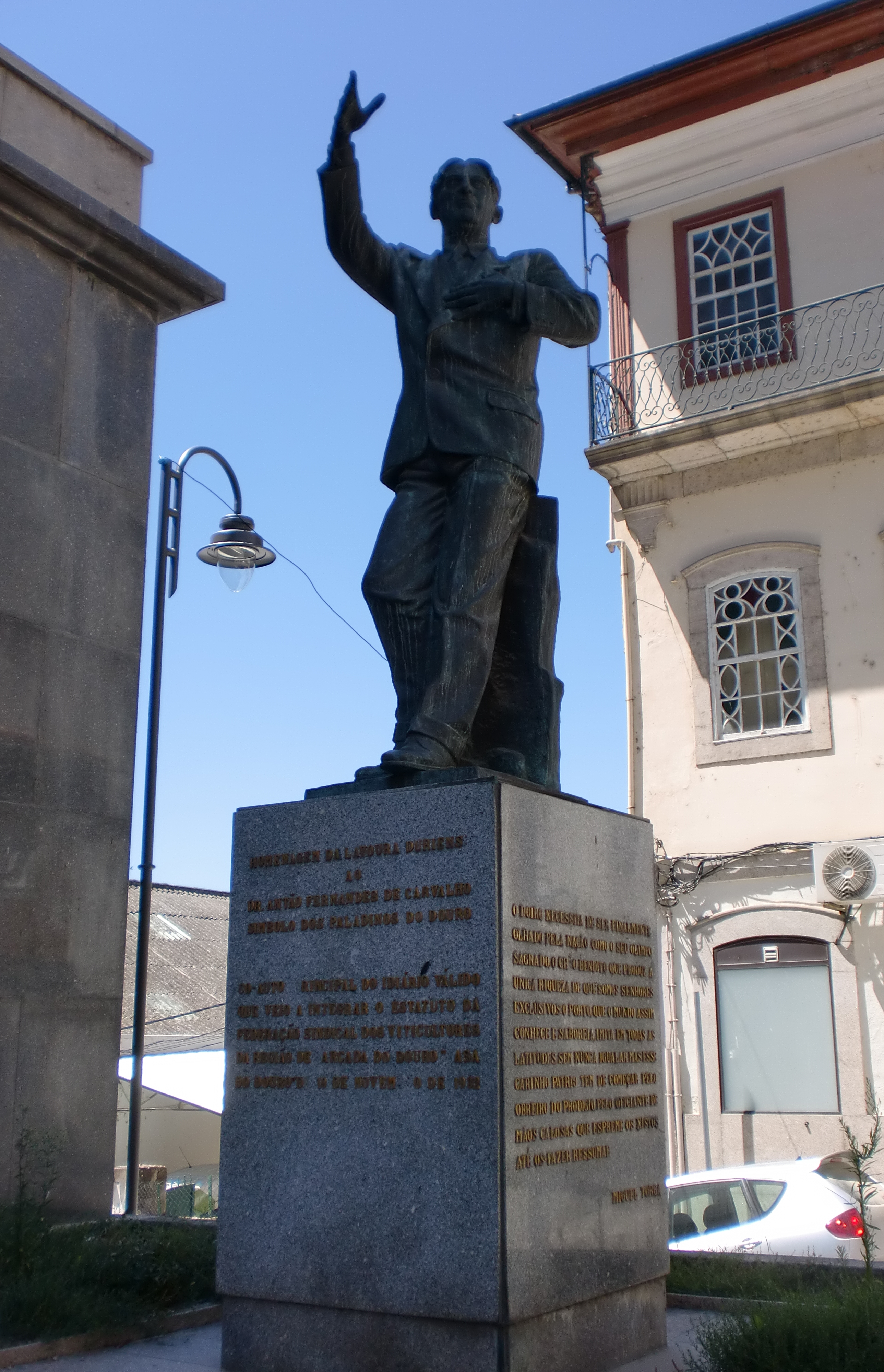
Estátua de Antão Fernandes de Carvalho em Peso da Régua.

Antão da Silva Fernandes de Carvalho (Vila Seca de Poiares, Peso da Régua, 27 de maio de 1871 — Régua, 13 de agosto de 1948) foi um advogado e político que, entre outras funções de relevo, foi o presidente da Câmara Municipal da Régua, presidente da Comissão de Viticultura da Região do Douro,  membro da Câmara Sindical da Casa do Douro, deputado e senador no Congresso da República e Ministro da Agricultura do 32.º governo republicano, em funções de 19 de outubro a 16 de dezembro de 1921, e do 33.º governo republicano, em funções de 5 de novembro a 16 de dezembro de 1921. Licenciado em Direito pela Universidade de Coimbra, foi presidente da Câmara da Régua e um dos fundadores da Casa do Douro.

## Biografia
Antão da Silva Fernandes de Carvalho nasceu no lugar de Vila Seca, freguesia de São Miguel de Poiares, Peso da Régua, filho de Abel Antão da Silva Fernandes, abastado proprietário, e de sua esposa, Zélia Isabel da Costa e
Almeida. Depois de realizar os estudos primários na sua freguesia natal, fez exame de admissão aos liceus, no Liceu de Braga, sendo admitido: Realizou naquele liceu entre 1883 e 1886, como aluno externo, os exames do ensino secundário, preenchendo os requisitos necessários para a matrícula na Faculdade de Direito da Universidade de Coimbra.
Em 1886, com apenas 15 anos de idade e após obter dispensa do requisito de idade, ingressou no curso de Direito da Universidade de Coimbra, onde em 1890 foi aprovado por unanimidade no exame do 4.º ano, obtendo o grau de bacharel, e em 1891, com 20 anos de idade, foi aprovado no exame do 5.º ano, concluindo assim a formatura em Direito com a classificação de Nemine Discrepante por unanimidade.
Durante o seu tempo de estudante em Coimbra, contatou com as ideias republicanas, especialmente as veiculadas por Alves da Veiga que, por essa altura, se encarregava da propaganda republicana entre os estudantes de Coimbra. Acabaria por integrar a nova geração republicana, a «geração do Ultimatum», de que faziam parte, entre outros, Afonso Costa, António José de Almeida, João de Menezes e António Cândido Pires de Vasconcelos, este último natural de Vila Nova de Foz Côa e seu colega de curso e que viria a assumir grande importância na implantação do regime republicano no Douro Superior. Esta geração encontrou no conflito com o Reino Unido, resultante do ultimato britânico de 11 de janeiro de 1890, e nas hesitações do movimento republicano tradicional os pretextos para defender a urgência de se fazer a revolução, o que implicava derrubar o regime monárquico pela força. Antão de Carvalho foi um dos signatários do Manifesto dos Universitários de Coimbra, de 13 de novembro de 1890, um documento radical que preconizava o derrube da monarquia e a renovação da cúpula do Partido Republicano Português (o PRP), acusada de perder a oportunidade de concretizar a revolução. Antão de Carvalho tomou parte activa na Revolta de 31 de Janeiro de 1891, integrando o comité revolucionário da Régua.
Concluída a formatura em Coimbra, Antão de Carvalho passou a residir na Régua, onde em 1892 montou escritório de advogado. No Douro veio encontrar o sector vinhateiro, o principal pilar da economia regional, em grave crise em consequência da filoxera, que a partir de finais da década de 1860 acarretara uma profunda crise nas áreas tradicionais da vinha, a par do incremento desta cultura em novas áreas da região, onde se desenvolviam novos tipos de vinho, bem como mudanças institucionais e alargamento da cultura da vinha a todo o país, que desorganizaram o mercado dos vinhos e do álcool. Esta situação, por vezes designada por Questão Duriense, criou terreno fértil para a propagação da contestação ao governo, acusado de ignorar os verdadeiros interesses vinhateiros durienses. Nesse contexto, Antão de Carvalho assumiu-se como voz oposicionista, verberando nos jornais a inércia e a inépcia dos governos monárquicos.
Já advogado de sucesso, com clientela em toda a região, casou em setembro de 1894 com Margarida Amélia Mendes da Costa e Almeida, sua prima em terceiro grau. Antão de Carvalho tinha então 23 anos e a noiva 37 anos de idade. O sogro era o conselheiro António Ribeiro da Costa e Almeida, antigo deputado, vereador e presidente da Câmara Municipal do Porto, governador civil e presidente da comissão executiva do Partido Progressista do Porto.
Ao longo da década, Antão de Carvalho foi-se revelando um líder local de grande importância para a implantação do Partido Republicano, na Régua e em toda a região de Trás-os-Montes. A participação que tivera na política republicana em Coimbra, ao lado de Afonso Costa, político de quem se manteve sempre próximo, fez de Antão de Carvalho uma das esperanças do movimento republicano na região duriense. Em consequência, foi ganhando crescente proeminência à medida que o Partido Republicano se ia afirmando como alternativa ao regime monárquico. Por iniciativa de Antão de Carvalho, Peso da Régua teve em 1895 uma das primeiras comissões municipais republicanas da região duriense, constituída por elementos provenientes da elite económica local, tendo Antão de Carvalho como seu presidente.
Ao longo dos anos finais da Monarquia Constitucional Portuguesa, coube a Antão de Carvalho encabeçar as listas republicanas pelo círculo eleitoral de Peso da Régua (nas legislativas de 1900), do Porto (nas eleições de abril e agosto de 1906 e nas de 1908) e de Lamego (nas eleições de 1908), sempre com comícios muito concorridos, mas nunca conseguindo a eleição. Entretanto, em 1907 foi iniciado na Maçonaria, na recém-fundada loja de Peso da Régua. Entretanto Antão de Carvalho foi ganhando protagonismo, sendo uma das principais vozes na defesa dos interesses vinhateiros no debate em torno da Questão Duriense e na liderança do movimento que levou à criação dos «sindicatos vitícolas», associações de defesa dos interesses dos proprietários das vinhas do Douro. 
Nas eleições municipais de 1908, Peso da Régua foi a primeira câmara duriense a integrar uma representação republicana na sua vereação. Contudo, a eleição foi contestada e administrativamente anulada, sendo, contudo, revalidada por recurso apresentado no Supremo Tribunal Administrativo cuja decisão foi conhecida em janeiro de 1909. No meio de grande agitação, a nova vereação tomou posse a 8 de fevereiro de 1909, elegendo Antão de Carvalho para o cargo de vice-presidente da Câmara, recebendo o pelouro dos jardins e ruas da vila.
Antão de Carvalho era assim vice-presidente da Câmara Municipal de Peso da Régua aquando da proclamação da República Portuguesa em 5 de outubro de 1910. A notícia da revolução apenas chegou à Régua no dia 7, recebida manifestações de regozijo popular. A cerimónia formal de proclamação da república teve lugar no dia 9, no salão nobre dos paços do concelho, com a assistência de povo, forças militares, autoridades civis e representantes das associações locais. Antão de Carvalho, que presidiu à sessão, exaltou a heroicidade dos revolucionários e profetizou «um novo caminho de progresso, através da instrução, fomento da agricultura, comércio e indústria e do desenvolvimento das colónias». Demitida a câmara monárquica, Antão de Carvalho assumiu a presidência, instalando como vereadores os membro da comissão republicana local. Manteve-se incontestado na presidência da autarquia até 1917, abandonando o cargo com o fim da República Velha.
Entretanto fora eleito deputado à Assembleia Nacional Constituinte, participando ativamente na elaboração da Constituição Portuguesa de 1911. A partir de agosto de 1911 passou a exercer o cargo de senador no então instalado Congresso da República. Acumulou as funções parlamentares com a presidência da Câmara Municipal, pedindo licença durante o período parlamentar. A sua ação enquanto presidente da Câmara foi notável, especialmente no setor da educação e no acompanhamento das questões vitícolas. A Câmara de Peso da Régua era uma das que aparecia associada à Festa da Árvore, um dos instrumentos simbólicos do republicanismo no campo cultural.
Acumulado com a presidência da Câmara Municipal da Régua e com as funções parlamentares, Antão de Carvalho assumiu em janeiro de 1911, a presidência da Comissão de Viticultura da Região Duriense (CVRD), um organismo de fiscalização e regulação da produção e comércio dos vinhos durienses, ao qual competia zelar pelo exato cumprimento das disposições legais do sector. Foi presidente da CVRD até ao golpe de 28 de Maio de 1926, acumulando com a presidência da respetiva comissão executiva a partir de 1919. Nestas funções, Antão de Carvalho revelou-se uma das personalidades que maior influência exerceu sobre o poder central em matérias de interesse para a viticultura duriense.
O advento do sidonismo, na sequência da revolta militar de 5 de dezembro de 1918 e da tomada do poder pela Junta Revolucionária de 1917, levou à dissolução da vereação de Peso da Régua, substituída por uma comissão administrativa nomeada pelo governador civil de Vila Real, o unionista António Firmo de Azeredo Antas, cuja tomada de posse decorreu em 15 de Janeiro de 1918. Com isto ficou Antão de Carvalho afastado da presidência do Município. Para Antão de Carvalho, a comissão administrativa que acabava de tomar posse era retintamente monárquica, assim como o administrador do concelho. Também na CVRD foram anuladas as eleições realizadas em 1917, sendo pouco depois dissolvida por decreto do Ministro do Trabalho, o capitão José Feliciano da Costa Júnior, que Antão de Carvalho considerava muito próximo dos viticultores do Sul. Estas profundas alterações políticas, correspondentes à República Nova, abriram um período de intensa luta política, com Antão de Carvalho a encabeçar a resistência dos democráticos durienses. 
Nas eleições legislativas e presidenciais, realizadas em 28 de abril de 1918, os democráticos foram excluídos das listas, dando origem a uma maioria monárquica no distrito de Vila Real. No concelho da Régua, os democráticos teriam sido mesmo excluídos dos cadernos eleitorais. O surgimento da Monarquia do Norte e a ação da Junta Militar do Norte ainda agudizaram mais a situação, sendo a Régua ocupada pelas forças monárquicas. Entre 10 e 13 de fevereiro de 1919 travaram-se vários combates em torno da Régua, com bombardeamento de artilharia e sendo dinamitada a ponte do Varosa e arrancado o pavimento da ponte sobre o Douro. As tropas republicanas entraram na Régua no dia 14 de fevereiro, e procedeu-se nesse dia à restauração da República em cerimónia ocorrida nos paços do concelho. Nessa altura Antão de Carvalho foi reconduzido na presidência da Câmara, à frente de uma comissão política de conjunção republicana. A 22 de fevereiro de 1919, os republicanos recuperam a administração municipal e a CVRD dissolvida pelo sidonismo era reintegrada com os órgão eleitos em 1918.
Com as eleições autárquicas de 25 de maio de 1919, foi reposta a normalidade na administração concelhia, passando Antão de Carvalho a presidir ao Senado Municipal. Nas eleições legislativas de maio de 1919, Antão de Carvalho foi eleito deputado pelo círculo eleitoral de Vila Real, nas listas do Partido Democrático, sendo de seguida eleito para presidente da Comissão de Agricultura da Câmara dos Deputados. No parlamento continuou a defender os interesses duriense, com destaque para as questões vinhateiras. Nessas funções foi o principal promotor do processo que levou à promulgação da Lei n.º 881, de 16 de setembro de 1919, fixando a taxa que deverá pagar todo o vinho produzido dentro da região vinícola do Douro e que dela saia com qualquer destino, criando a Casa do Douro e colocando a fiscalização da aplicação da receita proveniente da taxa e o funcionamento da Casa do Douro sob a tutela da Comissão de Viticultura Duriense. A questão da presidência da Comissão de Viticultura Duriense apenas ficou sanada em 25 de julho de 1919, por portaria de César de Lima Alves, Ministro da Agricultura do 21.º governo republicano, presidido por Sá Cardoso, que reintegrou a CVRD eleita em 1917 e à qual presidia Antão de Carvalho. Na Comissão manteve grande atividade em defesa dos interesses durienses, incluindo a criação de uma Junta de Defesa do Douro, que nos anos finais da Primeira República teve grande protagonismo.
Em janeiro de 1921, Antão de Carvalho regressou ao executivo municipal, sendo eleito vogal da Comissão Executiva, assumindo depois novamente o cargo de presidente, em substituição de João da Silva Bonifácio. Após as eleições municipais de 16 de novembro de 1922, foi eleito para a presidência da Comissão Executiva, ou seja, mantendo a presidência da Câmara. Cumpriu o seu mandato até à tomada de posse do novo executivo, em janeiro de 1926, integrado por personalidades da sua confiança política, sendo sucedido na presidência por João da Silva Bonifácio.
Entretanto, Antão de Carvalho aceitou integrar o 32.º governo republicano, presidido por Manuel Maria Coelho, empossado a 19 de outubro de 1921 no contexto insurrecional do outubrismo que levaria à Noite Sangrenta, que culminou no assassinato do anterior Presidente do Ministério, o republicano flaviense António Granjo. Este governo, dominado pela ala radical do republicanismo, foi efémero, caindo a 5 de novembro, escassos 17 dias após ter assumido o poder. Ainda assim, Antão de Carvalho manteve-se na pasta da Agricultura no governo seguinte, o 33.º governo republicano, presidido pelo portuense Carlos Maia Pinto, mas o novo governo também foi efémero, sendo destituído a 16 de dezembro daquele ano, tendo durado pouco mais de um mês. Esta passagem pela pasta da Agricultura atesta a influência que adquirira no parlamento neste campo, em especial nas questões vitícolas, mas também a sua ligação à ala mais radical do republicanismo. Apesar de se declarar totalmente alheio aos acontecimentos da Noite Sangrenta, a aceitação do cargo foi polémica. O programa político que apresentou, assente numa nova política de abastecimentos, não chegou a ter o efeito pretendido dada a volatilidade das soluções governativas. Ainda assim, conseguiu publicar alguma legislação sobre a questão dos vinhos e dos cereais, alterando alguns dos pontos mais contestados da legislação então vigente, nomeadamente com o Decreto n.º 7934, de 10 de dezembro de 1921, aprovando o novo regulamento para a produção e comércio dos vinhos do Porto, e com o Decreto n.º 7851, de 30 de novembro de 1921, proibindo o comércio de baga de sabugueiro, produto utilizado na adulteração e falsificação de vinhos. Após a demissão do governo, Antão de Carvalho manteria intensa atividade na defesa dos interesses durienses, sendo, até ao fim da Primeira República Portuguesa, o principal paladino na defesa dos interesses da viticultura duriense.
Na sequência do golpe de 28 de Maio de 1926, Antão de Carvalho demitiu-se do cargo de presidente da CVRD, passando a assumir uma postura de crescente oposição à Ditadura Militar que resultara daquele golpe de Estado. Ainda assim, integrou o movimento dos paladinos do Douro, e presidiu em 1927 a um jantar de homenagem ao Ministro da Agricultura da Ditadura, o general Felisberto Alves Pedrosa, e em 1928 foi o porta-voz da grande esperança e fé que todo o Douro mantém no atual governo da Ditadura. O afastamento em relação à Ditadura Nacional já era grande e nas anunciadas eleições municipais de 1931 (que não se realizariam) já participa na campanha oposicionista, presidindo na Régua à comissão concelhia afeta aos republicanos ligados ao antigo Partido Democrático. No plebiscito de 1933, Antão de Carvalho absteve-se no dia do sufrágio, manifestando publicamente o seu ato. Já na vigência da Constituição de 1933 foi membro da Comissão de Defesa do Douro, mantendo a sua atividade na defesa dos interesses regionais. A criação da Casa do Douro, na qual inicialmente participou, deu origem a um conjunto de conflitos que marcara a rutura da Antão de Carvalho em relação às políticas do Estado Novo.
Apesar de se ter remetido à advocacia e quase abandonado a política ativa, a oposição às políticas seguidas na Casa do Douro levou a que Antão de Carvalho fosse preso no dia 5 de julho de 1935 e levado para o Aljube do Porto, acusado de fazer agitação política verbal e escrita contra a direção da Casa do Douro e o Governo. Após várias intervenções por parte de diversos políticos, foi solto em 21 de julho. Com ele foram presos várias personalidades ligadas aos interesses vinícolas, o mesmo acontecendo aos organizadores de uma projetada homenagem que lhe seria prestada aquando da sua libertação.
Em 1945 viria a participar no Movimento de Unidade Democrática (MUD), integrando a comissão concelhia da Régua. Em 1947 declarou o seu apoio à candidatura de Norton de Matos à presidência da República. Antão de Carvalho já não tomaria parte na campanha, pois doente desde abril de 1948, viria a falecer na sua casa da Régua, em 13 de agosto desse ano.